# 이용훈 (1927년)
이용훈(李龍薰, 1927년 2월 9일~2015년 3월 5일)은 대한민국의 법조인, 정치인이다. 제11·12대 국회의원을 지냈다.

## 학력
- 서울대학교 법학과 졸업

## 경력
- 1979년 2월 제22대 법무부 차관
- 1980년 5월 ~ 1981년 3월 제11대 법제처 처장
- 1981년 4월 제11대 국회의원 (전국구/민주정의당)
- 1985년 5월 제12대 국회의원 (전국구/민주정의당)

## 역대 선거 결과
|  | 35.6% |

|  | 35.25% |